# Arvānaq
Arvānaq (persiska: اروانق) är en ort i Iran.   Den ligger i provinsen Ardabil, i den nordvästra delen av landet, 400 km nordväst om huvudstaden Teheran. Arvānaq ligger 1 806 meter över havet och antalet invånare är 269.
Terrängen runt Arvānaq är huvudsakligen kuperad, men västerut är den bergig. Terrängen runt Arvānaq sluttar brant österut.Runt Arvānaq är det ganska tätbefolkat, med 139 invånare per kvadratkilometer. Närmaste större samhälle är Ardabil, 19,5 km öster om Arvānaq. Trakten runt Arvānaq består i huvudsak av gräsmarker.